# They Live by Night
They Live by Night (bra: Amarga Esperança) é um longa-metragem estadunidense de 1948 do gênero policial, dirigido por Nicholas Ray (em seu primeiro filme como diretor) e estrelado por Cathy O'Donnell e Farley Granger.

## Sinopse
Nos anos da depressão americana (década de 1930), três detentos de uma prisão do Mississipi fogem e entre eles esta o jovem Bowie que tenta provar sua inocência, porém, seus colegas de cela o convencem a ajuda-los em uma série de crimes e agora Bowie é considerado, pela polícia, o lider da gangue.

## Elenco
- Cathy O'Donnell....Catherine 'Keechie' Mobley
- Farley Granger....Arthur 'Bowie' Bowers
- Howard Da Silva....Chicamaw 'One-Eye' Mobley
- Jay C. Flippen....Henry 'T-Dub' Mansfield